# Pseudeuophrys lanigera
Pseudeuophrys lanigera là một loài nhện nhảy phân bố khắp châu Âu.

## Mô tả
Con đực đạt đến chiều dài cơ thể 3–4 mm, với con cái dài 5 mm. Loài này rất giống nhau Pseudeuophrys erratica, đó là hiếm và được tìm thấy bên dưới vỏ cây và ven rừng. Do  P. lanigera chủ yếu được tìm thấy bên trong các tòa nhà, con trưởng thành có thể được tìm thấy ngay cả trong mùa đông sâu. Nó là tốt hơn phù hợp với khí hậu khô của kiến trúc bê tông hiện đại hơn salticidea khác trong khu vực như Salticus scenicus. Con trưởng thành có thể được tìm thấy quanh năm.

## Hình ảnh

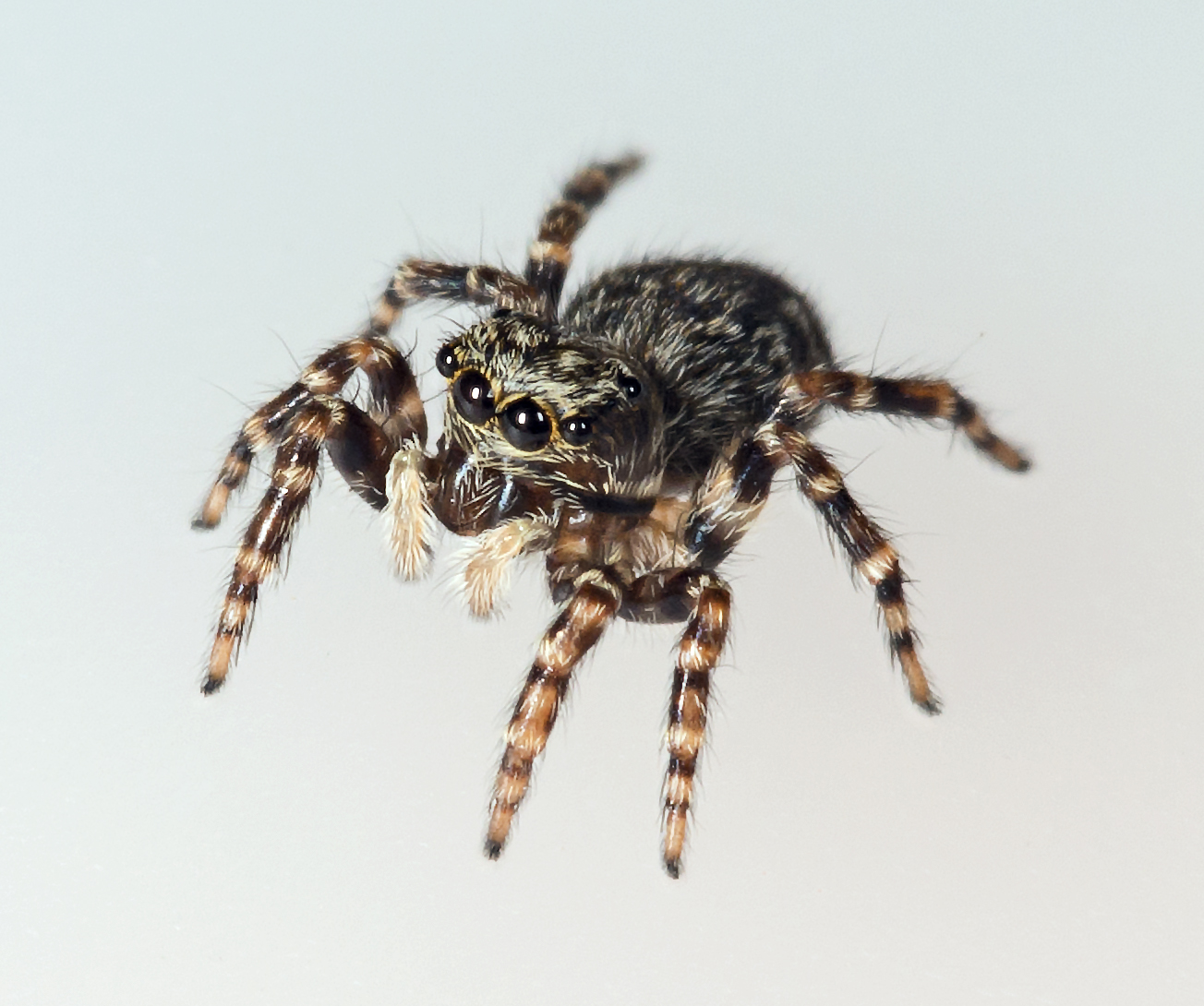
Cái trưởng thành.
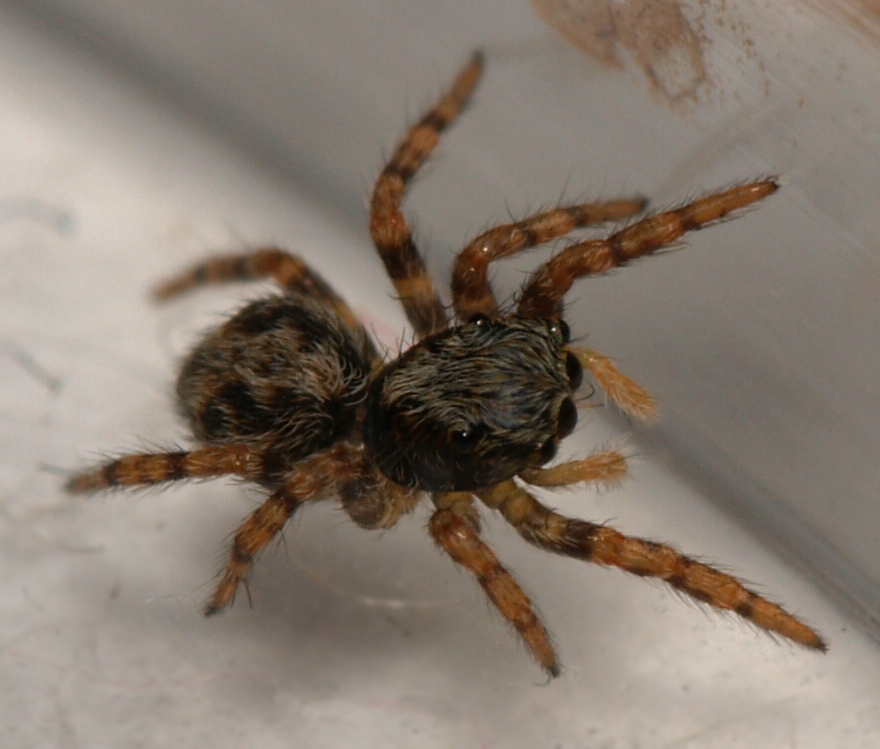
Con cái nhỏ dài 2mm

## Phân bố
P. lanigera phân bố ở miền tây và miền nam châu Âu, phía đông giáp khu vực Caucasus. Tại Đức, loài này thường được quan sát bên trong nhà, hoặc trên các bức tường bên ngoài của các tòa nhà, cho thấy nó là synanthropic ít nhất là trong một số phần của phạm vi của nó.
Trường hợp đầu tiên được tìm thấy ở România đã được xuất bản năm 2007, and in Ba Lan the first find was in 1999.
Nguyên loài này phân bố ở phía Tây Nam châu Âu, và lần đầu tiên được tìm thấy ở Đức vào những năm 1950, nơi nó được tìm thấy chỉ trong hoặc gần nơi ở của con người.